# Bromur de pancuroni
El bromur de pancuroni és un compost policílic compost per cinc anells de ciclohexà i ciclopentà amb dos àtoms de nitrogen, el nom IUPAC del qual és [(2S,3S,5S,8R,9S,10S,13S,14S,16S,17R)- 17-acetiloxi-10,13-dimetil-2,16-bis(1-methyl- 3,4,5,6-tetrahidro-2H-pyridin-1-yl)-2,3,4,5,6,7, 8,9,11,12,14,15,16,17-tetradecahidro-1H- ciclopenta[a]Fenantreno-3-yl] acetat. La menció al brom en el seu nom ve donada pel fet que és l'àcid bromhídric el que s'usa per formar la sal del compost.
Pertany al grup farmacològic dels relaxants musculars, amb diverses aplicacions mèdiques. És un antagonista colinèrgic que s'utilitza durant intervencions quirúrgiques majorment en la intubació endotraqueal i en la respiració assistida. No posseeix un efecte pròpiament anestèsic tot i que sí s'administri com a fàrmac auxiliar de l'anestèsia per aconseguir un efecte relaxant muscular que faciliti la intervenció. També té certs efectes en el sistema circulatori. A vegades, s'utilitza juntament amb altres substàncies per a administrar la injecció letal.

## Mecanisme d'acció
El pancuroni és un relaxant muscular no despolaritzant que mimetitza el curare. Inhibeix per competició el receptor nicotínic de l'acetilcolina a la unió neuromuscular, fet que bloqueja la unió de l'acetilcolina. El pancuroni pot afectar el nervi vague, provocant un augment de la freqüència cardíaca, però no és un blocador ganglionar. Els efectes del pancuroni es poden revertir almenys parcialment amb anticolinesteràsics, com la neostigmina, la piridostigmina i l'edrofoni.